# Eclissi solare del 23 febbraio 1906
L'Eclissi solare del 23 febbraio 1906 è stato un evento astronomico che ha avuto luogo il suddetto giorno attorno alle ore 07:43 UTC. Tale evento ha avuto luogo nella maggior parte dell'Antartide e dell'Australia meridionale. L'eclissi del 23 febbraio 1906 è stata la prima eclissi solare nel 1906 e la dodicesima nel XX secolo. La precedente eclissi solare si è verificata il 30 agosto 1905, la seguente il 21 luglio 1906.
Il giorno della luna nuova (novilunio), la differenza tra le distanze apparenti di luna e sole osservate sulla terra è estremamente piccola. In tale momento, se la luna si trova in prossimità del nodo lunare, cioè uno dei due punti in cui la sua orbita interseca l'eclittica, si verifica un'eclissi solare. Quando vi è assenza di ombra e la penombra raggiunge parte dell'estremità settentrionale o meridionale della terra, si verifica un'eclissi solare parziale, che si verifica quindi presso le regioni polari della Terra. 

## Percorso e visibilità
Questa eclissi solare parziale poteva essere vista nella maggior parte dell'Antartide ad eccezione della prominenza settentrionale, la penisola antartica. Inoltre era visibile anche nell'Australia del sud. Nelle aree coinvolte dal Sole di mezzanotte l'evento è durato dalla tarda notte del 22 febbraio alle prime ore del mattino del 23 febbraio.

## Eclissi correlate

### Eclissi solari 1902 - 1907
Questa eclissi è un membro di una serie semestrale. Un'eclissi in una serie semestrale di eclissi solari si ripete approssimativamente ogni 177 giorni e 4 ore (un semestre) in nodi alternati dell'orbita della Luna.